# Greg Smith (cestista 1991)
Gregory Stephen Smith, detto Greg (Vallejo, 8 gennaio 1991), è un cestista statunitense.

## Palmarès
- All-NBDL First Team (2012)
- Migliore nella percentuale di tiro NBDL (2012)